# (4131) Stasik
(4131) Stasik est un astéroïde de la ceinture principale.

## Description
(4131) Stasik est un astéroïde de la ceinture principale. Il fut découvert le 23 février 1988 à Siding Spring par Andrew J. Noymer. Il présente une orbite caractérisée par un demi-grand axe de 3,17 UA, une excentricité de 0,10 et une inclinaison de 12,4° par rapport à l'écliptique.

## Compléments